# IText
IText is vrije software waarmee pdf-documenten kunnen worden aangemaakt en aangepast. IText is geen software voor eindgebruikers, maar een Java-bibliotheek die ingebouwd wordt in andere software; dit is bijvoorbeeld het geval in Google Calendar, Adobe Cold Fusion Server, Spring, Eclipse/BIRT en JasperReports. Er bestaat ook een .NET-versie van iText: iTextSharp (C#).
Deze software werd oorspronkelijk geschreven door Bruno Lowagie en Paulo Soares, met de hulp van vele anderen. Het product wordt nu verder ontwikkeld door 1T3XT BVBA in Gent, tevens eigenaar van het intellectuele eigendom van de software. Wie iText wil gebruiken kan dit doen onder de voorwaarden van de AGPL.
Er bestaan twee boeken over iText, allebei uitgegeven door Manning Publications. Het eerste verscheen in 2007, het tweede eind 2010.
Het bedrijf achter iText won in 2014 de BelCham Entrepreneurship Award in de category "Most Promising Company of the Year" en Deloitte riep iText Group NV uit tot het snelst groeiende technologiebedrijf in België.